# تیه‌لی
تیه‌لی (به چینی: 铁力市) یا چولّیوک (به کره‌ای: 철력시) یک شهر (در سطح شهرستان) در چین است که در تابعیت شهر یی‌چون (شهر در سطح ولایت)، استان هئی‌لونگ‌جیانگ واقع شده‌است.
در ژوئیه سال ۲۰۱۹ میلادی، واحدهای تقسیماتی تابعهٔ شهر یی‌چون (شهر در سطح ولایت) دچار تحولات اساسی متعددی شدند. در این میان، شهر «در سطح شهرستان» تیه‌لی تغییری در وضعیت خویش نکرد، اما قصبهٔ لانگ‌شیانگ (朗乡镇، Lǎngxiāng zhèn) از تیه‌لی جدا شده و به شهرستان تازه تاسیس داچینگ‌شان ملحق شد. این شهرستان از ترکیب اراضی این قصبه و اراضی منطقه منحل شدهٔ دای‌لینگ تاسیس شد.

## تقسیمات اداری
شهر تیه‌لی به ۵ شهرک، ۲ قصبه، و ۱ قصبه قومیتی (مختص کره‌ای‌ها) تابعه تقسیم شده است. چهار «میدان و اداره» هم‌سطح قصبه نیز تابع این شهرستان می‌باشند.
- شهرک تاوشان (桃山镇، Táoshān zhèn)
- شهرک تیه‌لی (铁力镇، Tiělì zhèn)
- شهرک ری‌یوه‌شیا (神树镇، Rìyuèxiázhèn)
- شهرک شن‌شو (神树镇، Shénshù zhèn)
- شهرک شوانگ‌فنگ (双丰镇، Shuānfēng zhèn)

- قصبه گونگ‌نونگ (工农乡، Gōngnóng xiāng)
- قصبه وانگ‌یانگ (王杨乡، Wángyáng xiāng)

- ‌ قصبه قومیتی کره‌ای نیان‌فنگ/نیونپونگ (年丰朝鲜族乡، Niánfēng cháoxiǎnzú xiāng)(년풍조선족향، Nyŏnp'ung josŏnjok hyang)

- اداره جنگل‌داری تاوشان (桃山林业局، Táoshān línyèjú)
- اداره جنگل‌داری تیه‌لی (铁力林业局، Tiělì línyèjú)
- اداره جنگل‌داری شوانگ‌فنگ (双丰林业局، Shuānfēng línyèjú)
- میدان زراعتی تیه‌لی (铁力农场، Tiělì nóngchǎng)